# Niafunké
Niafunké es una pequeña ciudad en la orilla del río Níger, en el área central de Mali.   
La ciudad es el centro administrativo (conocido como "chief-lieu") de la comuna de Soboundou, de la subdivisión administrativa (conocidas como cercles) de Niafunké, que forma parte de la región de Tombuctú. El cercle de Niafunké se divide en 8 comunas rurales: Soboundou (Niafunké), Banikane Narhawa (Banikane), Koumaira (Koumaira), Léré (Léré), Dianke (Dianke), N'Gorkou (N'Gorkou), Fittouga (Saraféré) y Soumpi (Soumpi). Según el censo de 2009 hay una población cercana a 195.000 habitantes.
Niafunké fue el pueblo donde vivió el músico Ali Farka Touré, que se trasladó a este pueblo cuando era un niño y después llegó a ser su alcalde en 2004. Niafunké también es el nombre de un trabajo grabado por Ali Farka Touré en 1999.